# Парейдолия
Парейдолия (парейдолическа илюзия) (от гръцки: para – „лъжлив“, и eidolon, умалително на eidos – „изображение, форма“) е психично явление, породено от неясно, неопределено и лошо разпознаване на обект (предимно образ). При изменения на мозъчния център, който управлява тази дейност, способността за различаване на лица се нарушава. Тази способност е била важна при развитието и социализацията на човешкия вид.
При парейдолическа илюзия елементи от плоска повърхност (облаци, гънки на плат, заскрежено стъкло и т.н.) се възприемат като сложен рисунък или изменчива, пластична картина, често фантастична по съдържание (тропическа джунгла, лица на хора, цветя, необичайни животни и т.н.). Парейдолията е признак за развито въображение, а понякога и за начален стадий на остра психоза.
Според съвременните скептици това явление обяснява много от религиозните привиждания на светци, например образите на Дева Мария, видени върху жилищни сгради.
Лицето и каналите върху Марс са също пример за парейдолия. Гледани под друг ъгъл или при по-висока разделителна способност, изображенията се променят.
Мнозина канадци споделят, че върху еднодоларовата банкнота от 1954 година са различавали лицето на Дявола в косите на Кралицата. Банкнотите не са били извадени от обращение, но образът е бил променен в следващата емисия.
Още един пример за парейдолия е долавянето на смислени изречения при прослушване на записи наопаки (ако разбира се не се отнася до техники в шпионажа или пропагандата).
В теста на Роршах се използва това качество на психиката за диагностициране на психичното състояние. Въпреки че е много известен и често използван, неговата научна достоверност е оспорвана.